# Arsène Lupin (film, 2004)
Pour les articles homonymes, voir Arsène Lupin (homonymie).
Pour plus de détails, voir Fiche technique et Distribution.
Arsène Lupin est un film français, réalisé par Jean-Paul Salomé, sorti en 2004.
Le film est très librement inspiré de l'œuvre de Maurice Leblanc, en particulier du roman La Comtesse de Cagliostro et de la nouvelle Le collier de la Reine. Y figurent aussi des éléments des romans La Cagliostro se venge, 813[réf. nécessaire], L'Aiguille creuse, et des nouvelles L'Arrestation d'Arsène Lupin et Herlock Sholmes arrive trop tard[réf. nécessaire].

## Synopsis
À 23 ans, Arsène Lupin est un jeune voleur insouciant qui détrousse l'aristocratie parisienne. Le jeune cambrioleur virtuose multiplie les coups d'éclat : attaque d'un train lancé à pleine allure, acrobaties sur les toits du Louvre, vol spectaculaire à la cathédrale de Rouen. Mais ses plans vont être perturbés par sa passion aveugle pour la vénéneuse comtesse de Cagliostro qu'il va sauver de justesse du bûcher pour sorcellerie. En effet, il semble qu'elle vive depuis plusieurs siècles grâce à une potion dont elle seule connait le secret. Arsène s'en laissera deux fois plus séduire quand elle lui parlera de l’inestimable trésor des rois de France. Mais avant de lui révéler son emplacement elle désire bien sûr des preuves. Arsène va donc succomber à plusieurs de ses envies. Tout d'abord un vol de bijoux organisé dans un prestigieux casino, avant de rentrer faire l'amour et de fêter cela. L'arrivée de Beaumagnan va peu à peu le ramener à la réalité, et c'est seul qu'il décidera de poursuivre la quête vers le trésor. Entre-temps, il apprendra également qu'il va devenir père par l'intermédiaire de son premier amour Clarisse de Dreux-Soubise.

## Fiche technique
- Titre original, espagnol et québécois : Arsène Lupin[1]
- Titre italien : Arsenio Lupin[1]
- Titre anglais : Adventures of Arsene Lupin[1]
- Réalisation : Jean-Paul Salomé
- Scénario : Jean-Paul Salomé et Laurent Vachaud, d’après le roman La Comtesse de Cagliostro de Maurice Leblanc
- Musique : Debbie Wiseman et Matthieu Chedid[2]
- Direction artistique : Pierre Michon
- Décors : Françoise Dupertuis
- Costumes : Pierre-Jean Larroque
- Photographie : Pascal Ridao
- Son : Dean Humphreys, Vincent Guillon, Craig Irving, Laurent Poirier
- Montage : Marie-Pierre Renaud
- Production : Stéphane Marsil
  - Production déléguée : Stéphane Marsil et Alain Peyrollaz
  - Production associée : Christopher Granier-Deferre
  - Coproduction : Alfred Hürmer
- Sociétés de production[3] :
  - France : Hugo Films, TF1 Films Production et M6 Films, avec la participation de TPS Star, TF1 et M6, avec le soutien de La Région Île-de-France, le CNC et la Société des Producteurs de Cinéma et de Télévision (Procirep)
  - Italie : en coproduction avec Rai Cinema
  - Espagne : en coproduction avec Vértigo Films
  - Royaume-Uni : en coproduction avec Poisson Rouge Pictures
- Sociétés de distribution[2] : SND Groupe M6 (France) ; 01 Distribution (Italie) ; Vértigo Films (Espagne) ; CineFile (Royaume-Uni) ;

Les Films de l'Elysée (Belgique) ; Elite Films (Suisse romande)
- Budget : 18 070 000 €[4]
- Pays de production :  France,  Italie,  Espagne,  Royaume-Uni
- Langue originale : français
- Format[5] : couleur - 35 mm - 2,35:1 (Cinémascope) - son DTS | Dolby Digital
- Genre : policier, romance
- Durée : 125 minutes
- Dates de sortie[1] :
  - Québec : 17 septembre 2004[6]
  - France : 13 octobre 2004 (sortie nationale) ; janvier 2005 (Festival Rendez-vous avec le cinéma français, Paris)
  - Suisse romande : 13 octobre 2004[7]
  - Belgique : octobre 2004 (Festival du film de Gand) ; 20 octobre 2004 (sortie nationale)[8]
  - Royaume-Uni : mars 2005 (Festival du film français UK) ; 9 septembre 2005 (sortie nationale)
  - Espagne : 6 mai 2005
  - Italie : 2 septembre 2005
- Classification[9] :
  - France : tous publics[10]
  - Italie : n/a
  - Espagne : n/a
  - Royaume-Uni : interdit aux moins de 15 ans (15 - Suitable only for 15 years and over)[11]
  - Belgique : tous publics (Alle Leeftijden)[8]
  - Québec : 13 ans et plus (13+ / 13 years and over)[6]
  - Suisse romande : interdit aux moins de 14 ans[12]

## Distribution
- Romain Duris : Arsène Lupin, alias vicomte Raoul d'Andrésy, alias prince Paul Sernine
- Kristin Scott Thomas : Joséphine Balsamo, comtesse de Cagliostro
- Pascal Greggory : Beaumagnan
- Eva Green : Clarisse de Dreux-Soubise
- Robin Renucci : le duc de Dreux-Soubise
- Patrick Toomey : Léonard
- Mathieu Carrière : le duc d'Orléans
- Philippe Magnan : Bonnetot
- Philippe Lemaire : Cardinal Godefroy d'Etigues
- Marie Bunel : Henriette d'Andrésy
- Aurélien Wiik : Jean Lupin
- Gérard Chaillou : Kasselbach
- Françoise Lépine : la duchesse de Dreux-Soubise
- Jessica Boyde : la femme aux diamants
- Guillaume Huet : Arsène Lupin enfant
- Adèle Csech : Clarisse enfant
- Xavier Beauvois : le médecin
- Philippe Laudenbach : le préfet
- Alain Figlarz : l'apache
- Nicky Naudé : Théophraste Lupin, le père d'Arsène
- Christophe Laubion : le brigadier
- Eric Vanzetta : le premier gendarme (sous le nom de « Vanzetta »)
- Hervé Falloux : le maître d'hôtel
- Sonia Dufeu : la soubrette
- Alain Cauchi : le capitaine du paquebot
- Laurent Besançon : le second du capitaine
- Rémy Roubakha : le gendarme à l'hospice
- Michel Bourienne : le curé
- Valérie Decobert : la comédienne du train
- Simon Delétang : le croupier
- Stéphane Foenkinos : le conservateur
- François Monnié : le gardien de musée
- Arthur Dupont : le vendeur de journaux
- Gaëlle Vincent : La métisse
- Jean-François Gallotte : le majordome
- Pierre Aussedat : Louis Desfontaines
- Anne Suarez : Églantine
- Laurent Cotillard : le marin
- Jérémie Golfier : un passant

## Production

### Tournage
Lieux de tournage
- Seine-Maritime
  - Étretat
  - Saint-Valery-en-Caux
- Paris
  - Musée du Louvre, dans le 1er arrondissement
  - Quai et pont de l'Archevêché, dans le 4e arrondissement
  - Devant l’Opéra Garnier, dans le 9e arrondissement
- Seine et Marne : château de Nandy
- Ardèche : les scènes avec le train se déroulent sur la ligne de chemin de fer Tournon-Lamastre
- Senlis (Oise) dans la cathédrale et les rues avoisinantes

## Distinctions
Entre 2004 et 2005, Arsène Lupin a été sélectionné 2 fois dans diverses catégories et n'a remporté aucune récompense,.

### Nominations
- Festival international du film de Catalogne 2004 : Meilleur film pour Jean-Paul Salomé.
- César 2005 : Meilleurs costumes pour Pierre-Jean Larroque.